# Амвросій Медіоланський
Амвросій Медіоланський, Святий Амвросій (бл. 340, Трір — 4 квітня 397, Мілан) —  видатний християнський богослов, проповідник, єпископ Міланський (Медіоланський), християнський святий. 
Реформатор церковних співів, який запровадив антифонний спів поперемінно на обох крилосах, що й досі прийнято в католицькій службі. Святий Амвросій був визначним борцем проти язичництва та аріанської єресі. Велику увагу приділяв моральним завданням Церкви — «Царства Божого на землі», чимало написав про обов'язки духовенства. Палкий прихильник незалежності церкви від світської влади, його девізом був «Імператор в церкві, а не над церквою». Один з основоположників доктрини папізму.
Амвросій Медіоланський написав дві праці: «Таїнства» та «Містерії».
Над життям і трудами св. Амвросія християни застановляються у час Різдвяного посту (його день припадає 7 грудня — після святого Миколая).
Найвищою точкою політичного його впливу стало покаяння імператора Феодосія Великого. Після цього імператор видав ряд указів, що ставлять язичництво в імперії поза законом. Відзначимо, що цей візантійський імператор довго вважав за можливе втручатися у внутрішньоцерковні справи, скликати собори і навіть забороняти християнам вести богословські суперечки. Для Сходу з його ідеєю цезарепапізму це вже стало нормальною практикою, для Заходу подібне втручання цезаря було неприйнятним, а тому діалог Амвросія з Феодосієм став практично неминучим.
Серед листів святителя до царів є і кілька послань до Феодосії, в одному з яких Амвросій знову декларує примат Церкви над імператором: «Якщо в грошових справах ти радишся зі своїми комітами, то наскільки більшою мірою Ти мусиш радитися зі священиком Господа в справі релігії» . Надалі святитель неодноразово говорив цезарю про те, що «порфіра робить людей царями, а не ієреями», і вважав єпископську гідність вищою за царську.
Така різка позиція Амвросія принесла свої плоди — в 392 році Феодосій видає закон, який фактично скасовувала всякий язичницький культ. Він забороняв будь-які жертвопринесення (вони прирівнювалися до образи величності), засуджував людей, що шанували зображення створені людською рукою, наказував конфіскацію храмів і місць відправлення язичницького культу. Традиційній римській релігії прийшов кінець. За іронією долі одним з «могильників» Риму став Амвросій Медіоланський — людина, що любила античну культуру і філософію і бажала залучити до неї християн. Істинний римлянин, він не просто зміг говорити з царями на рівних, але і закласти основу для відродження античності.

## Твори
- Святитель Амвросій, єпископ Медіоланський. Творіння : у 3 т. / пер. прот. Петра Івасейка та ін.; під ред. Святійшого Патріарха Київського і всієї Руси-України Філарета. Київ : Вид. УПЦ Київського Патріархату, 2015